# Borgen Bernstein

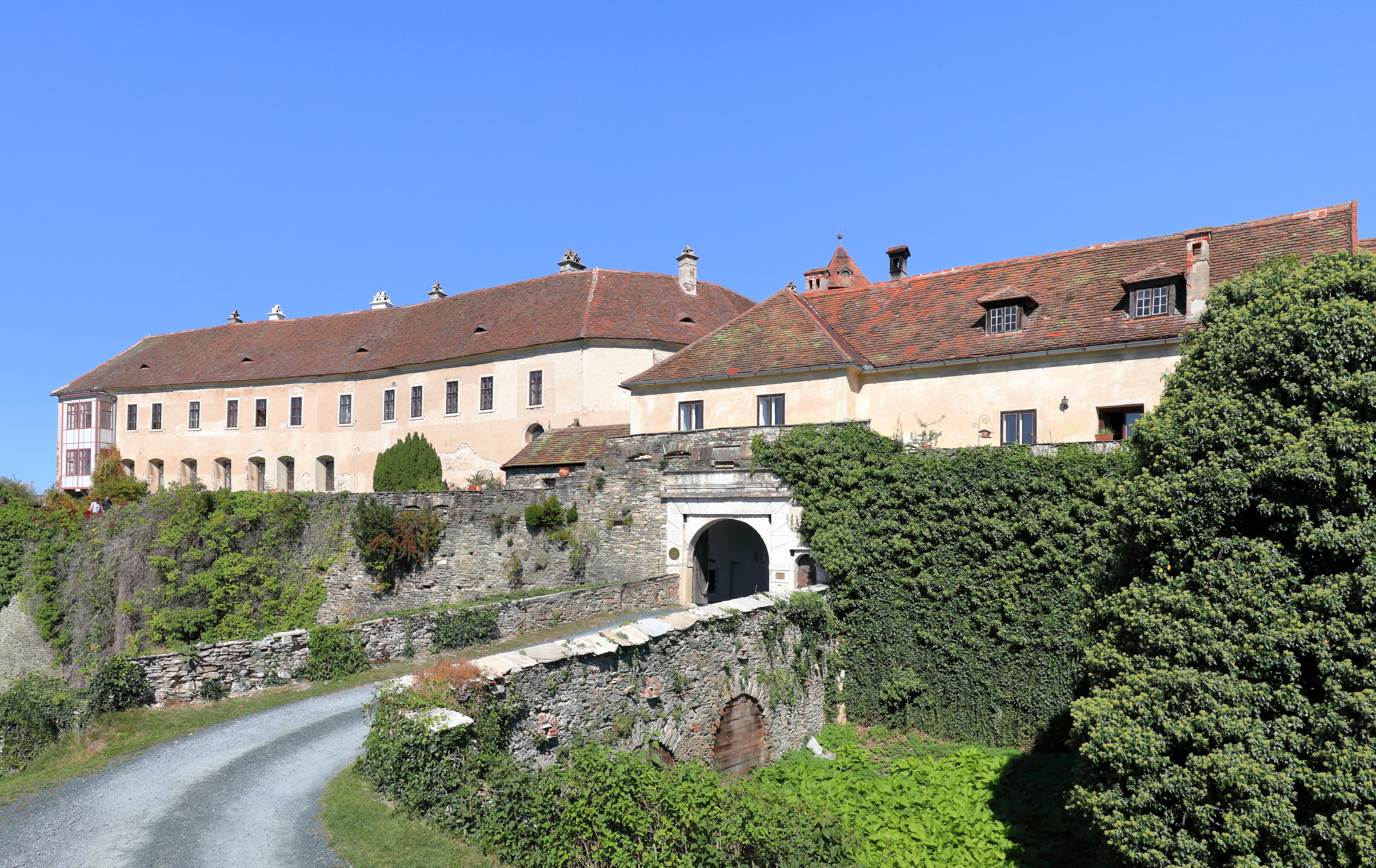
Borgen Bernstein

Borgen Bernstein är en medeltida fästning i den österrikiska kommunen Bernstein im Burgenland cirka 14 km norr om staden Oberwart i förbundslandet Burgenland.

## Historia
Borgen byggdes troligen kring år 1200 och omnämndes för första gången 1249. 11 år senare övergick borgen i greven av Güssings ägo. Grevarna av Güssing som var mycket ambitiösa och lyckades med att bygga upp en respektabel maktposition i västra Ungern, kom i konflikt både med sina grannar, habsburgarna, och sin egen härskare, kungen av Ungern. 1336 drogs borgen in av den ungerska kungen. 1388 fick den ungerska adelssläkten Kanizsai Bernstein och började med att bygga ut borgen i gotisk stil. 
1445 ockuperade kejsar Fredrik III under sitt fälttåg i Västungern Bernstein och överlämnade borgen 40 år senare till Hans av Königsberg. Borgen motstod flera belägringar under de osmanska krigen på 1520- och 1530-talen. Därefter moderniserades försvarsanläggningarna och det byggdes en krans av bastioner kring den gamla borgen för att möta den dåtida militär- och vapentekniska utvecklingen. Till detta ändamål anlitades den norditalienska fästningsarkitekten Francesco de Pozzo som var ansvarig för utbyggnaden av Wiens befästningar. 
1644 sålde familjen Königsberg fästningen till greve Adam Batthyány, som började en ombyggnad med syfte att omvandla fästningen till en representativ boning. Mellan 1647 och 1650 byggdes den västra flygeln och den tidigbarocka riddarsalen, borgens praktsal. Men även fästningens militära styrka visade sig bestå provet under det osmanska anfallet på 1680-talet och Rákócziupproret i början på 1700-talet. 
1864 sålde Gustav Batthyány fästningen till sin förvaltare Edward O’Egan vars arvingar i sin tur sålde borgen till Eduard av Almásy. Borgen är fortfarande i familjen Almásys ägo.

## Borgen idag
1953 omvandlades borgen Bernstein delvis till ett litet hotell.